# 国際連合安全保障理事会決議303
国際連合安全保障理事会決議303（こくさいれんごうあんぜんほしょうりじかいけつぎ303、英: United Nations Security Council Resolution 303）は、1971年12月6日に国際連合安全保障理事会で採択された決議である。インド亜大陸の情勢に関係する。
直前の1,606回会合と1,607回会合において全会一致が得られず、安保理が主要な責任を果たせなくなったため、国際連合総会に問題を委託することに決定した。常任理事国の不一致により安保理が機能しない場合、平和のための結集決議により安保理の代わりに国連総会が行動することになっている。
ジャンムー・カシミール州を含む、一連の事件を経てインドとパキスタンの関係が悪化し、東パキスタンにおいて紛争が勃発したことを受けて、安保理の会合が開かれ、国際連合インド・パキスタン軍事監視団により、両国による1949年のカラチ協定の違反が報告された。
決議は、フランス、ポーランド、ソビエト連邦、イギリスが棄権したものの、賛成11で採択された。